# Яновиці (гміна Сомпольно)
Яновиці (пол. Janowice) — село в Польщі, у гміні Сомпольно Конінського повіту Великопольського воєводства.
Населення — 26 осіб (2011).
У 1975-1998 роках село належало до Конінського воєводства.

## Демографія
Демографічна структура станом на 31 березня 2011 року:
|          | Загалом | Допрацездатний вік | Працездатний вік | Постпрацездатний вік |
| -------- | ------- | ------------------ | ---------------- | -------------------- |
| Чоловіки | 16      | 1                  | 14               | 1                    |
| Жінки    | 10      | 2                  | 6                | 2                    |
| Разом    | 26      | 3                  | 20               | 3                    |